# Mujer con laúd
Mujer con laúd, (en neerlandés De luitspeelster) también conocida como Mujer con un laúd cerca de una ventana, es una pintura creada por el pintor neerlandés Johannes Vermeer en 1664 y que se encuentra en el Museo Metropolitano de Arte en Nueva York. 

## Descripción
La pintura muestra a una mujer joven con una chaqueta de armiño recortado y enormes aretes de perlas mirando por una ventana, presumiblemente esperando a un visitante masculino. Se sugiere un cortejo musical por la viola da gamba en el suelo en primer plano y por los cancioneros en la mesa y el suelo. En la pared, un mapa como muestra de la decoración habitual en los hogares neerlandeses, orgullosos de sus viajes náuticos y su conocimiento en cartografía.
La mujer aun no está tocando el instrumento sino afinándolo, como muestra su pose.La afinación de un laúd era reconocido por los espectadores contemporáneos como un símbolo de la templanza. Está pintada al óleo sobre lienzo en un tamaño de 51,4 cm de alto por  45,7 cm de ancho. 
La obra fue realizada probablemente poco después de Mujer con una jarra de agua, (obra que se halla en el mismo museo) y que comparte con la pintura algunas semejanzas, como su forma de encuadre rectangular de la figura, o el situar el foco de luz a la izquierda del espectador. Pero esta pintura tiene tonos más apagados, un cierto tenebrismo poco usual en el artista, lo que refleja un cambio en esa dirección de Vermeer a mediados de los años 1660. En este momento, Vermeer comenzó a utilizar las sombras y contornos suaves que evocan una atmósfera de mayor intimidad.  
La pintura se donó al museo en 1900 por un legado de industrial del ferrocarril Collis P. Huntington. En una restauración de 1944 quedaron al descubierto el collar y la perla en la oreja de la modelo.